# Диалло, Абдулайе (футболист, октябрь 1992)
Абдулайе Диалло (фр. Abdoulaye Diallo; 21 октября 1992, Кабрусс, Сенегал) — сенегальский футболист, защитник.

## Карьера
Воспитанник клуба «Каза Спорт». В 19 лет Диалло переехал в Европу, где он вначале пробовал свои силы в чешской «Спарта». Однако за все время пребывания в команде он провел только две игры за молодёжный состав. После нахождения в казахстанском «Атырау», африканский легионер перебрался в Прибалтику. Вместе с «Елгавой» сенегалец побеждал в Кубке Латвии. За три года защитник провел в еврокубках восемь игр и забил два гола.
В феврале 2019 года футболист подписал контракт с эстонским клубом «Нарва-Транс». В нём он оказался благодаря протекции главного тренера Дмитрия Калашникова, который хорошо знал Диалло по совместной работе в «Елгаве».

## Достижения
- Вице-чемпион Латвии (1): 2016.
- Обладатель Кубка Латвии (2): 2015, 2016.
- Обладатель Кубка Эстонии (1): 2018/19.